# 弗拉基米尔·基尔皮奇尼科夫
弗拉基米尔·瓦西里耶维奇·基尔皮奇尼科夫（俄语：Владимир Васильевич Кирпичников；1903年7月7日—1950年10月10日）是苏联红军的一名将军，在二战时期担任第43步枪师的指挥官。基尔皮奇尼科夫是唯一一位被芬兰军队俘虏的苏联将级军官。

## 早年生活
基尔皮奇尼科夫于1925年自乌里扬诺夫斯克步兵军事学院毕业，之后，他加入列宁格勒军事区的第11步枪师担任排长，后来依次晋升为少校和上校。1937年，他前往西班牙，在西班牙内战中担当总参谋长，后因此被授予红旗勋章。战后，他来到伏龙芝军事学院进修。

## 第二次世界大战
1941年9月1日的波兰皮战役中，基尔皮奇尼科夫被芬兰军队俘虏。他先是在凯基萨尔米村接受了审讯，后被转移到米凯利的芬军总部。芬兰人知道，基尔皮奇尼科夫对苏联政权有一些不满，所以想利用他进行政治宣传。然而，基尔皮奇尼科夫拒绝给芬兰人工作。1941年12月，他被转移到西芬兰省克于利厄的1号战俘营。这是一座关押了包括一千名军官在内的三千多苏联俘虏的监狱。
据其他囚犯所说，芬兰人曾许诺基尔皮奇尼科夫，说可以让他成为俄罗斯解放军的一名指挥官，但他拒绝了。基尔皮奇尼科夫的照片都被芬兰人用作宣传工具，其中最著名有两张，一张是基尔皮奇尼科夫给审问他的伦纳特·厄施将军点烟的照片，另一张是基尔皮奇尼科夫坐在一沓报纸和一盒“Chesterfield”牌香烟的旁边的彩色照片。基尔皮奇尼科夫还在芬兰的政治宣传片中出场过。

## 处决
战后，被送返苏联的基尔皮奇尼科夫旋即被施密尔舒逮捕，并先后被关入波多利斯克的战俘营和莫斯科的列福尔托沃监狱。1950年10月8日，苏联军事法庭控告他叛国，并判处他以死刑。两天后，他被枪决。也有一些资料指出，他在记录上的判决日期前的1950年8月28日即被处决。

## 画廊

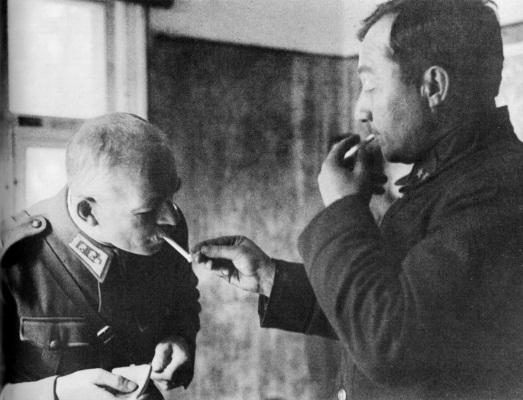
基尔皮奇尼科夫给伦纳特·厄施（英语：Lennart Oesch）点烟